# Kostomlaty nad Labem
Kostomlaty nad Labem là một làng thuộc huyện Nymburk, vùng Středočeský, Cộng hòa Séc.